# Teizo Takeuchi
Teizo Takeuchi, född 6 november 1908 i Tokyo prefektur, Japan, död 12 april 1946, var en japansk fotbollsspelare.